# Pneumoracris browni
Pneumoracris browni är en insektsart som beskrevs av Vitaly Michailovitsh Dirsh 1963. Pneumoracris browni ingår i släktet Pneumoracris och familjen Pneumoridae. Inga underarter finns listade i Catalogue of Life.